# ولیکا گوریتسا
ولیکا گوریتسا (به کرواتی: Velika Gorica) شهری در زاگرب کشور کرواسی است که جمعیت آن در سال ۲۰۱۱ میلادی ۵۹٬۵۰۷ نفر بوده‌است.